# Hełm wz. 50

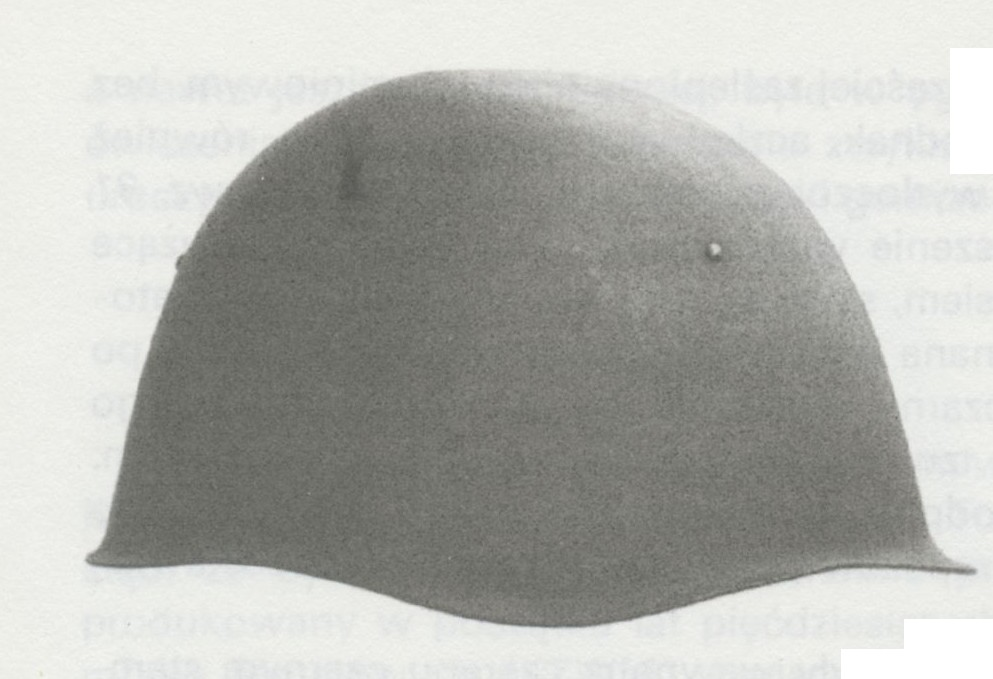
Hełm wz. 50

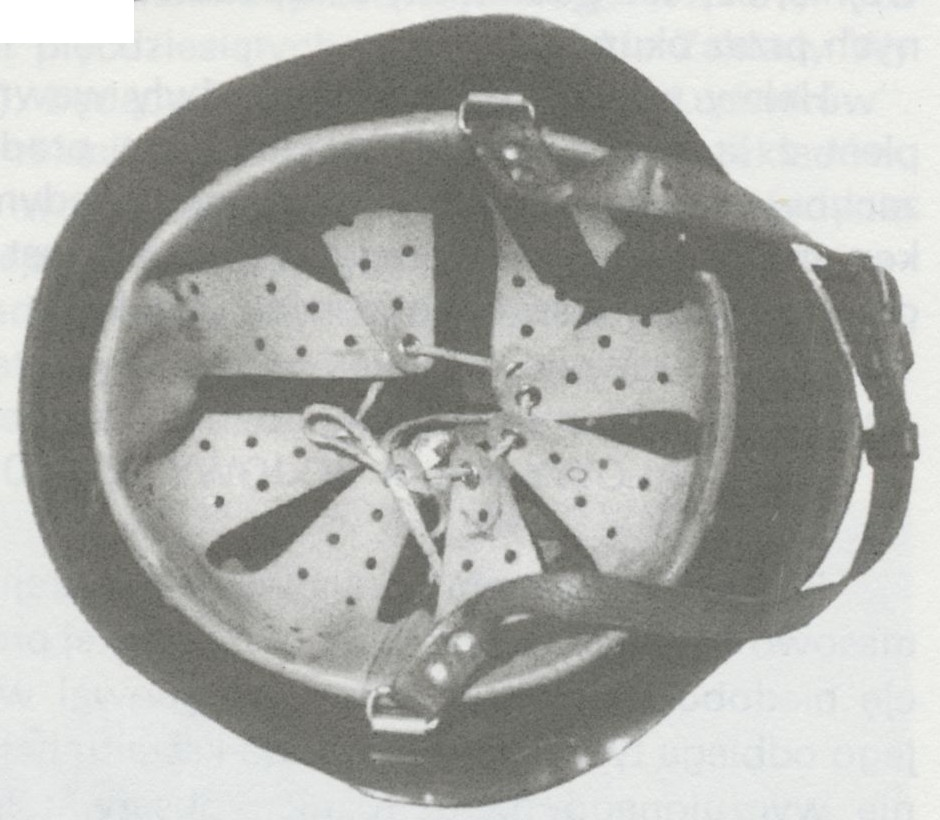
Fasunek hełmu wz. 50

Hełm wz. 50 – pierwszy hełm stalowy opracowany w Polsce po II wojnie światowej. Wycofany z ludowego Wojska Polskiego pod koniec lat 60. XX wieku i zastąpiony przez hełm wz. 67. 
Hełmy wz. 50 eksportowano do wielu krajów między innymi Albanii, Egiptu, Syrii i Iraku.

## Konstrukcja
Kształt hełmu wzorowany na radzieckich hełmach SSz-40. Dzwon (o wymiarach: wysokość 166 mm, długość 271 mm, szerokość 248 mm) był wykonany metodą tłoczenia z blachy ze stali specjalnej o grubości 1,4 milimetra. Odporność hełmu sprawdzano poprzez próbny ostrzał z pistoletu TT oraz karabinka AK.
Fasunek wzorowany na tym z włoskiego hełmu M33 mocowany był do dzwonu trzema nitami. Podpinka wykonana była ze skóry w kolorze naturalnym i zapinana z prawej strony na klamerkę z bolcem.
Hełmy były malowane lakierem gładkim w trzech kolorach: zielony (wojska lądowe), szaroniebieski (lotnictwo, marynarka, piechota morska) i białym (Wojskowa Służba Wewnętrzna). Ponadto w początkowym okresie użytkowania na hełmach za pomocą szablonu nanoszono białą farbą znak orła (wojsk lądowych lub lotnictwa). W roku 1961 wydano zakaz malowania orłów na hełmach. Przywrócono je w roku 1968.
Hełmy wz. 50 były produkowane między innymi w Kieleckich Zakładach Wyrobów Metalowych oraz Hucie Silesia. W latach 1950-1955 powstało ich około 530 tysięcy sztuk.